# 阿尔山麓圣安东
阿尔山麓圣安东是奥地利蒂罗尔州兰德克县的一个市镇。总面积165.81平方公里，总人口2838人，人口密度17.1人/平方公里（2005年）。